# Caciella philippinarum
Caciella philippinarum là một loài bọ cánh cứng trong họ Cerambycidae.